# 尤雷·弗兰科
尤雷·弗兰科（1962年3月28日—），斯洛文尼亚男子高山滑雪运动员。他曾代表南斯拉夫参加1980年和1984年冬季奥林匹克运动会高山滑雪比赛，其中1984年冬季奥运会获得一枚银牌。